# Minnie (album)
Minnie è il quinto e ultimo album in studio della cantante statunitense Minnie Riperton, pubblicato nel 1979.

## Tracce
Side 1
1. Memory Lane – 4:23 (Minnie Riperton, Richard Rudolph, Keni St. Lewis, Gene Dozier)
2. Lover and Friend – 4:13 (Riperton, Richard Rudolph, Keni St. Lewis, Gene Dozier)
3. Return to Forever – 4:07 (Rudolph, Randy Waldman)
4. Dancin' & Actin' Crazy – 6:03 (Rudolph, Randy Waldman)

Side 2
1. Love Hurts – 3:35 (Riperton, Richard Rudolph, Marlo Henderson)
2. Never Existed Before – 4:17 (Riperton, Richard Rudolph, Bill Thedford)
3. I'm a Woman – 4:00 (Riperton, Richard Rudolph, Bill Thedford)
4. Light My Fire (featuring José Feliciano) – 5:09 (Jim Morrison, Ray Manzarek, Robby Krieger, John Densmore)